# Nowa Partia Antykapitalistyczna
Nowa Partia Antykapitalistyczna (fr. Nouveau Parti Anticapitaliste) – francuska partia radykalnie lewicowa, zapoczątkowana przez przedstawicieli trockistowskiej Ligue communiste révolutionnaire w 2007. Kongres założycielski NPA odbył się 6 lutego 2009, dzień po rozwiązaniu Ligue communiste révolutionnaire (5 lutego 2009). Olivier Besancenot, jeden z liderów ugrupowania, ma nadzieję na stworzenie ogólnoeuropejskiej partii antykapitalistycznej. Według liderów LCR nowa partia ma być nie tylko antykapitalistyczna, ale także antyrasistowska, „zielona”, feministyczna i znajdować się w opozycji wobec wszelkich dyskryminacji. W wyborach do parlamentu europejskiego w 2009 roku partia zdobyła 4,9 procent, przez co nie udało się jej wprowadzić swoich przedstawicieli do tejże instytucji. NPA jest członkiem Europejskiej Lewicy Antykapitalistycznej.
Od 2024 jest członkiem francuskiej koalicji Nowego Frontu Ludowego.